# Schülp bei Rendsburg
Schülp bei Rendsburg là một đô thị thuộc huyện Rendsburg-Eckernförde, trong bang Schleswig-Holstein, nước Đức. Đô thị Schülp bei Rendsburg có diện tích 10,71 km², dân số thời điểm 31 tháng 12 năm 2006 là 1137 người.